# Ferdinand Monoyer
Ferdinand Monoyer (Lyon, 9 mei 1836 - aldaar 11 juli 1912) was een Frans oogarts die bekendheid verwierf met het introduceren van de dioptrie in de oogmeetkunde. Daarnaast is een door hem ontworpen oogkaart gangbaar in grote delen van de wereld; in Nederland is de Snellenkaart gebruikelijker.

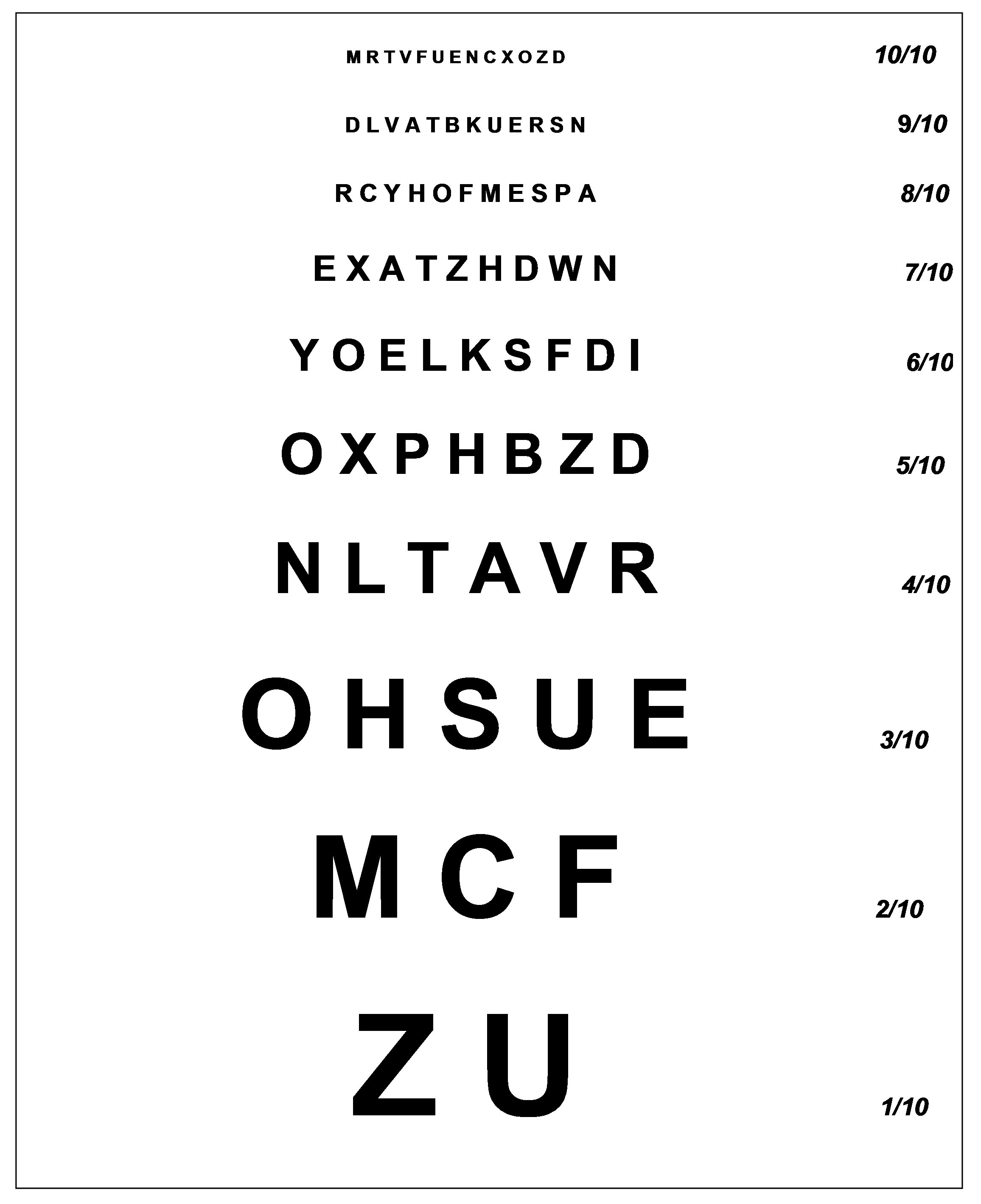
De oogkaart van Monoyer. Als men bij de een na onderste regel begint, dan via de eerste en laatste letters van onder naar boven leest kan men de naam Ferdinand Monoyer lezen

1. ↑  https://www.landrucimetieres.fr/spip/spip.php?article6561.